# Jeff Bingaman
Jesse Francis (Jeff) Bingaman Jr. (El Paso (Texas), 3 oktober 1943) is een Amerikaanse politicus. Hij was van 1983 tot 2013 een Democratisch senator namens de staat New Mexico.

## Levensloop
Bingaham behaalde in 1965 een Bachelor of Arts in Overheidswezen aan de Harvard-universiteit. In 1968 studeerde hij af aan Stanford Law School. Bingaman is getrouwd met Anne Kovacovich. Samen hebben ze één kind.

## Politiek carrière
Bingaham was de Openbaar aanklager van de staat New Mexico, van 1978 tot 1982. Daarna werd hij gekozen in de Senaat. Bij het ingaan van zijn laatste termijn was hij een van de langstzittende senatoren. Bingaman genoot weinig nationale bekendheid, maar was in zijn thuisstaat erg populair. Alleen tijdens de Senaatsverkiezingen in 1994 had hij serieuze tegenstand.
Bingaham was voorzitter van het Energy and Natural Resources Committee. Daarnaast was hij lid van het Finance Committee; Health, Education, Labor, and Pensions Committee; en het Joint Committee on the Economy. Hij was erg betrokken in het debat rond illegale immigratie, omdat New Mexico een grensstaat is. Hij geloofde in versterking van de grens, om zo de vloedgolf van illegalen tegen te houden. De Verenigde Staten zouden tevens een programma voor gastarbeiders moeten starten.
De senator uit New Mexico was een van de 23 leden van de Senaat die tegen de Irakoorlog stemde. Ook was hij tegenstander van een constitutioneel amendement om het huwelijk tussen mensen van dezelfde sekse te verbieden.
- Gemeinsame Normdatei: 1277554153
- International Standard Name Identifier: 0000 0000 3111 9160
- Library of Congress Control Number: n86128611
- SNAC: w62v5nps
- Biographical Directory of the United States Congress: B000468
- Virtual International Authority File: 40865356
- WorldCat: E39PBJcWv3vR9bJ3YVctfrHQv3